# 伊萬捷耶夫卡
伊萬捷耶夫卡（俄语：Иванте́евка）是俄羅斯莫斯科州的一個城市，位於莫斯科東北41公里處。2002年人口51,450人。
1586年建立，時稱，為謝爾吉耶夫鎮修道院的產業。1938年建市。